# The Bay
The Bay is een Amerikaanse horrorfilm uit 2012 onder regie van Barry Levinson. De productie won de tweede prijs van de People's Choice-verkiezing op het Toronto International Film Festival en de prijs voor beste montage op de Fright Meter Awards.

## Verhaal

### Proloog
Op 4 juli 2009 drijven er plotseling miljoenen vissen dood in de zee en vallen er duizenden vogels dood uit de lucht aan de Chesapeake Bay. Drie jaar later besluit Donna Thompson om aan het licht te brengen dat dit niet het hele verhaal is. Zij liep die dag stage voor haar studie communicatiewetenschappen en was daarom samen met een cameraman in het plaatsje Claridge. Ze waren gekomen om daar de feesten op de nationale feestdag te verslaan, maar de festiviteiten sloegen om in een bloedbad dat naast dieren meer dan 700 mensen het leven kostte. De overheid heeft alle opnames die dit aantonen destijds in beslag genomen en de ware toedracht van de ramp in de doofpot gestopt. Donna probeerde het verhaal sindsdien met woorden naar buiten te brengen, maar vond geen luisterend oor. Nu heeft ze in de webpagina GovLeaks.org een medium aangetroffen waarop ze de beelden kan laten zien van wat er zich die dag werkelijk heeft afgespeeld. Donna heeft daarom een documentaire gemaakt met alle digitale informatie die destijds werd vastgelegd en die op de webpagina geplaatst. Ze praat de beelden zelf aan elkaar om alles te duiden.

### Hoofdlijn
Zes weken voor 4 juli 2009 spoelen de lichamen van oceanografen Jaquline en Sam aan, aan de kust van Chesapeake Bay. Zij deden onderzoek naar het vervuilingsniveau van het nabije zeewater. Hun precieze doodsoorzaak is op dat moment niet duidelijk, maar hun lichamen vertonen sporen die media doen denken aan een haaienaanval. Bij een gebrek aan verdere informatie, komt er verder geen nieuws meer naar buiten over de gebeurtenis.
Donna en haar cameraman arriveren op 4 juli 2009 in Claridge, Maryland. Ze komen samen een verslag maken van de manier waarop de mensen daar de nationale feestag vieren. De opnames van enkele interviews en festiviteiten worden even verstoord door een schreeuwende vrouw die met haar gezicht en borst onder het bloed over straat loopt. Diezelfde dag melden dertig mensen zich bij dokter Jack Abrams. Ze hebben allemaal last van dezelfde rode uitslag met blaasjes erop. De één heeft het op de arm, de ander op de rug, buik of been. Abrams tast in het duister naar de oorzaak en neemt contact op met de CDC voor bijstand.
Video-opnamen van een milieuactivist maken duidelijk dat een kippenboerderij in Claridge jaarlijks miljoenen kilo's kippenpoep in de zee dumpt. Jaquline en Sam treffen hiervan de sporen aan in het zeewater. De kippenpoep bevat sporen van grote hoeveelheden steroïden en andere chemicaliën. Ook treffen de twee dode vissen aan die er aangevreten uitzien. Bij nader onderzoek komen ze erachter dat de vissen van binnenuit opgegeten worden door isopoda. Die zijn alleen veel groter dan ze doorgaans zijn. De chemicaliën en steroïden die de kippen sneller en groter moeten laten groeien, hebben ook effect gehad op de schaaldiertjes.
Terwijl Abrams en het CDC proberen te achterhalen wat de aangetroffen uitslag veroorzaakt, verdubbelt het aantal patiënten dat zich hiermee meldt. Donna en haar cameraman vinden intussen een dode man buiten op de grond. Ook vertonen steeds meer mensen ziekteverschijnselen, rode uitslag en daaruit voortkomende bloedingen. De brug blijkt afgesloten, zodat de bevolking Claridge niet kan verlaten. Hoewel de FBI Donna's weblog afsluit, blijven zij en haar cameraman opnames maken.
Uit onderzoek blijkt dat de isopoda door de chemicaliën niet alleen snel en groot groeien, maar ook gemuteerd zijn tot een nieuwe soort. Ze zijn als minieme larven via het water in de lichamen van de bevolking van Claridg terechtgekomen en vreten zich vandaaruit naar buiten. De slachtoffers worden van binnenuit levend opgegeten. Het CDC vertelt Abrams te stoppen met patiënten te ontvangen en naar huis te gaan. Die kan niet geloven wat hij hoort en blijft in zijn praktijk. Hij maakt een opname van zichzelf om aan te tonen wat er speelt én dat hijzelf inmiddels ook uitslag heeft. In de stad bezwijken honderden mensen aan de verwondingen die de vleesetende isopoda veroorzaken. De straten en huizen liggen vol met verse, verminkte lijken. Sommige van de inwoners van Claridge wachten hun lot niet af en maken er zelf een eind aan.

### Epiloog
Donna vertelt dat de National Guard 's  avonds verscheen en Claridge drie dagen afsloot. Mannen in witte pakken ruimden de isopoda op door grote hoeveelheden chloor in het kanaal te storten. Alle camera's in het plaatsje werden in beslag genomen. Claridge ontving een financiële tegemoetkoming in combinatie met een zwijgplicht. De regering vaardige een officiële verklaring uit waarin het stelde dat de massale vis- en vogelsterfte voortkwam uit een te hoge watertemperatuur.

## Rolverdeling
| Acteur               | Personage             |
| -------------------- | --------------------- |
| Nansi Aluka          | Jaquline              |
| Christopher Denham   | Sam                   |
| Stephen Kunken       | Dr. Abrams            |
| Frank Deal           | Burgemeester Stockman |
| Kether Donohue       | Donna                 |
| Kristen Connolly     | Stephanie             |
| Will Rogers          | Alex                  |
| Kimberly Campbell    | Zuster Rebecca        |
| Beckett Clayton-Luce | Charles               |
| Dave Hager           | Jerry                 |
| Tara Polhemus        | Tienermeisje          |
| Sean Johnson         | Tienerjongen          |
| Murat Erdan          | Radio-omroeper        |
| Lamya Jezek          | Juffrouw Rosenblatt   |
| Lucia Scarano        | Marla Spadafora       |